# Landschaftsschutzgebiet Im Dohrn
Das Landschaftsschutzgebiet Im Dohrn bezeichnet ein Landschaftsschutzgebiet in den niedersächsischen Gemeinden Nottensdorf, Apensen und Bliedersdorf von insgesamt 48,8 Hektar. Es umgibt die Megalithanlagen von Grundoldendorf im Landkreis Stade. Der Buchenhain darf seit August 2017 aus Sicherheitsgründen nicht mehr betreten werden.
Mit Verordnung vom 6. März 1939 wurde das Gebiet um die vorgeschichtlichen Großsteingräber im Dohrn als „altehrwürdige Stätte“ dem Schutz des Reichsnaturschutzgesetz unterstellt. Zwischenzeitlich finden die §§ 22 und 26 Bundesnaturschutzgesetz (BNatSchG) und §§ 14 und 19 Niedersächsisches Ausführungsgesetz zum Bundesnaturschutzgesetz (NAGBNatSchG) Anwendung. 
Im Dohrn ist es verboten, insbesondere die Ruhe und den Frieden der vorgeschichtlichen Großsteingräber samt der gekennzeichneten Landschaftsbestandteile außerhalb des Buchenhains zu verändern, zu beschädigen oder zu beseitigen.

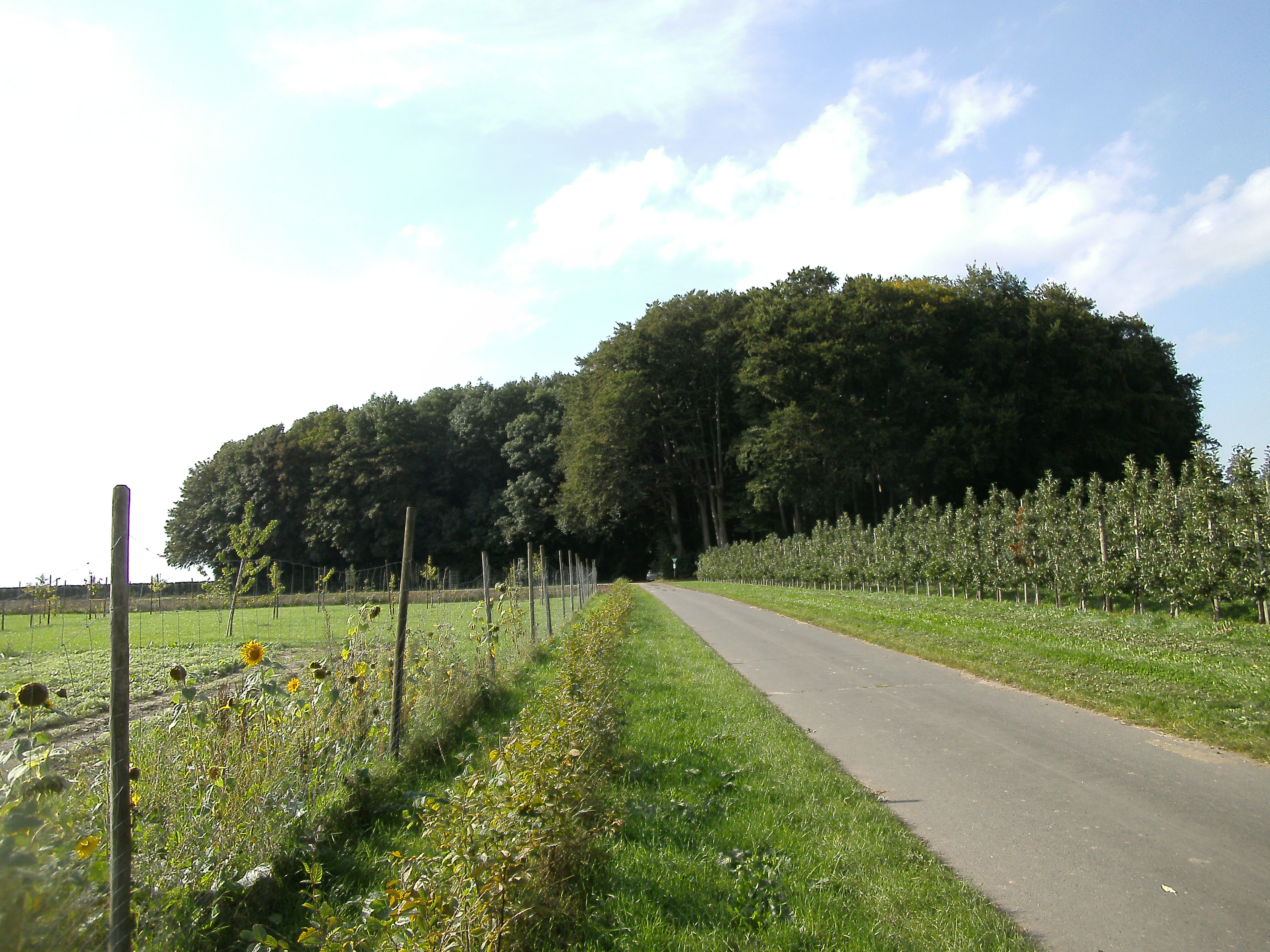
Buchenhain Im Dohrn (Ansicht von Südosten).
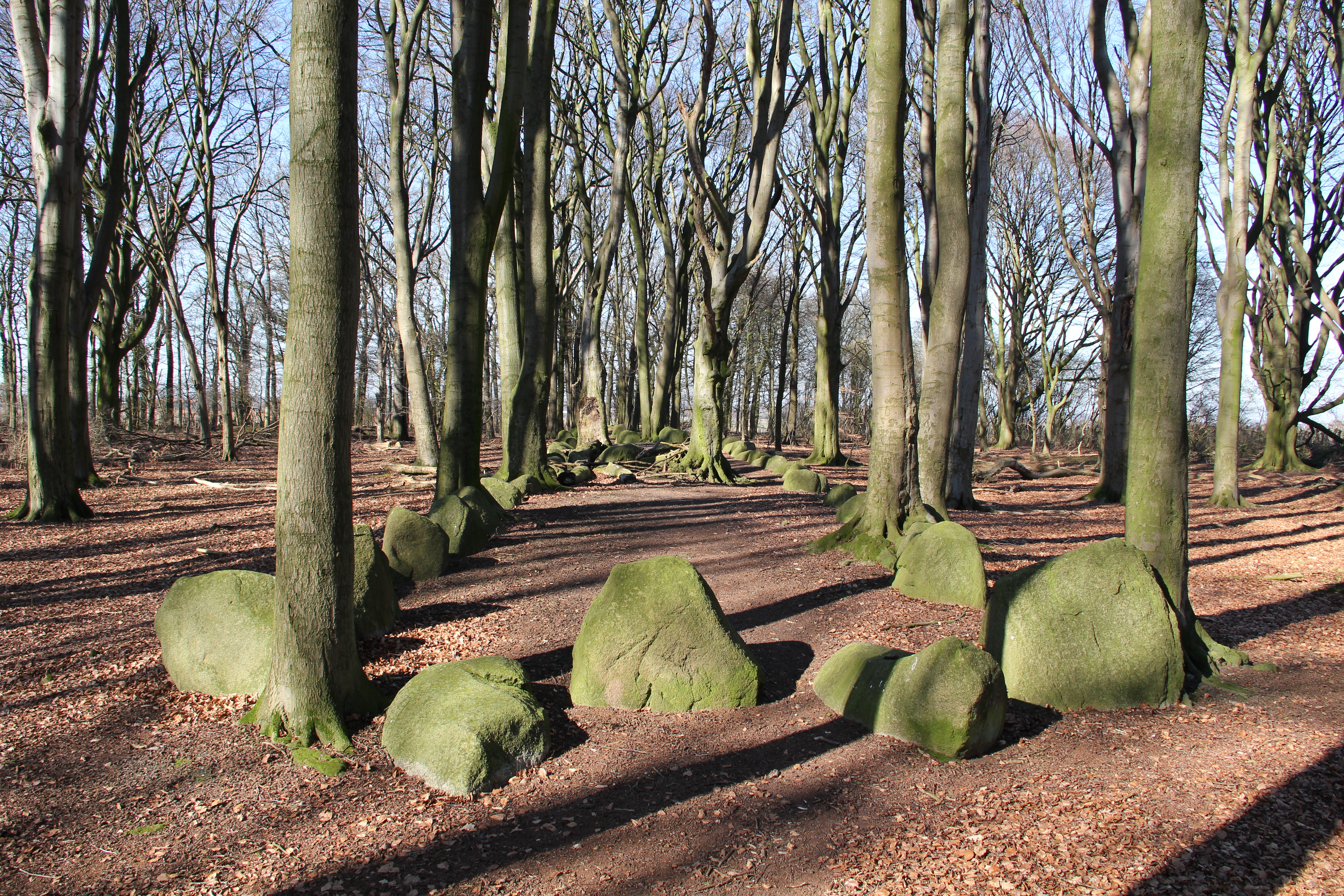
Neolithisches Großsteingrab Im Dohrn (2013).
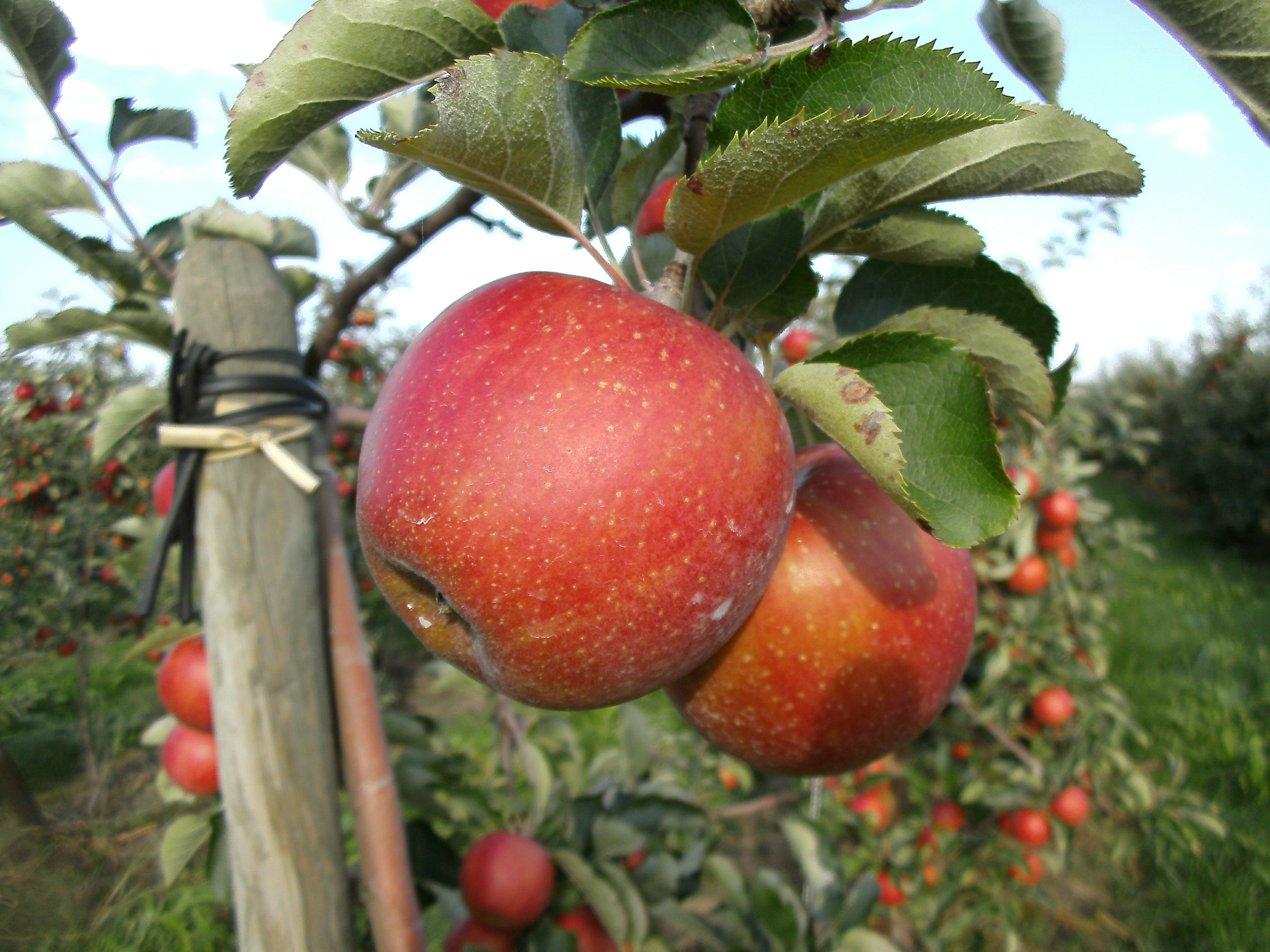
Apfelplantage Im Dohrn.
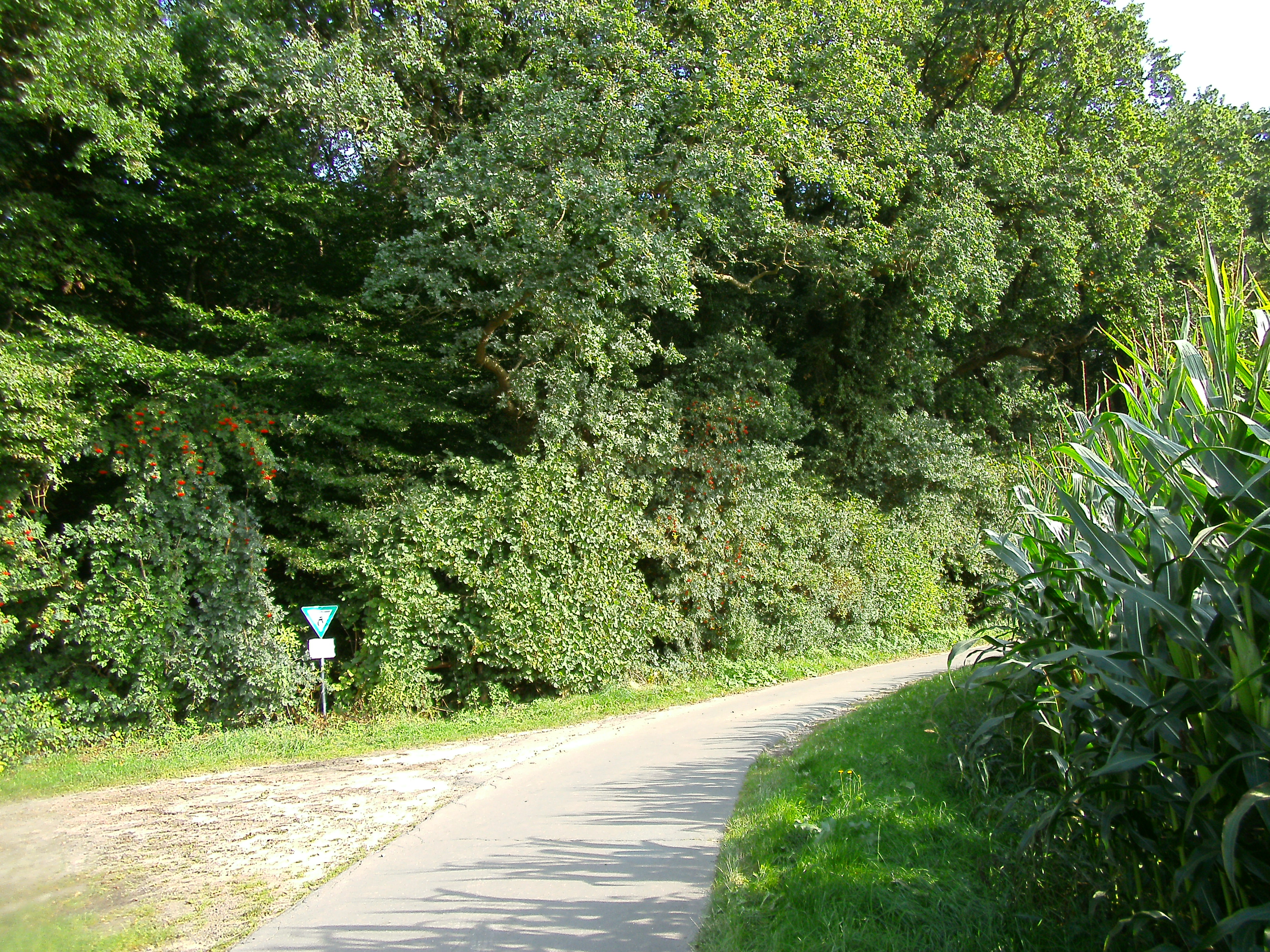
Im Dohrn (Ansicht von Nordwesten).
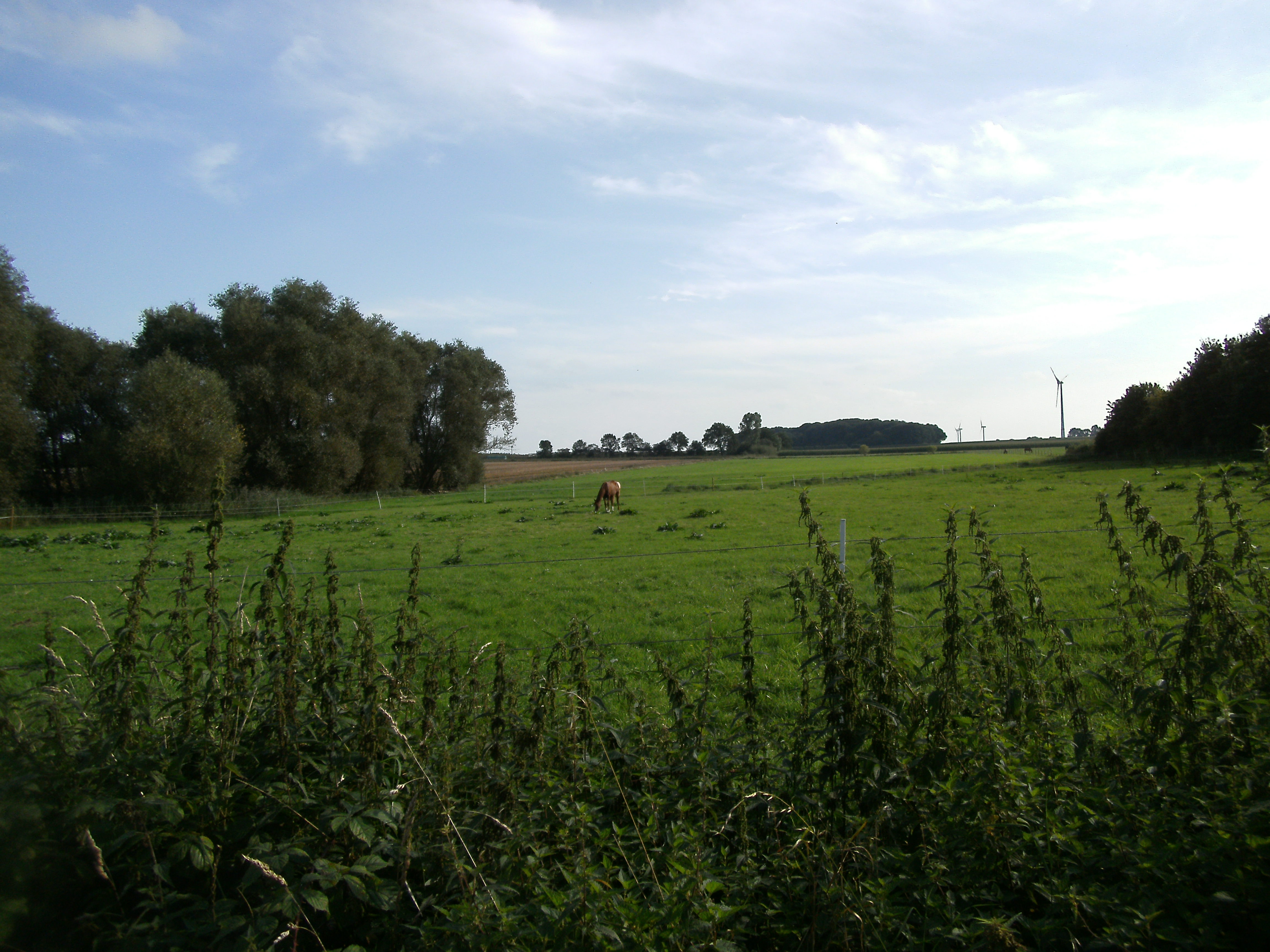
Blick auf den Buchenhain Im Dohrn von Nordosten.